# حدق الأرجنتين
حَدَق الأرجنتين هو نوع من النباتات المزهرة في فصيلة الباذنجانية ، موطنها أمريكا الجنوبية.  ينمو إلى نحو 6 قدم (1.8 م) طويلة وواسعة، وهي شجيرة مستديرة أبيدة ذات عادة تراخي إلى حد ما. تظهر وفرة من الزهور ذات اللون الأزرق والأرجواني الفاتح على شكل بوق مع عين صفراء بارزة في الصيف، تليها التوت الأحمر. يزرع على نطاق واسع وقد يكون شديد التحمل في المناطق المعتدلة أو الساحلية. بدلا من ذلك يمكن زراعته في وعاء وتغطيته في الشتاء. يتطلب موقعاً محمياً تحت أشعة الشمس المباشرة. تعد جميع أجزاء النبات سامة للإنسان، وذلك مع ارتباطها بالنباتات الغذائية مثل البطاطس والطماطم.